# Shy Away
Shy Away è un singolo del duo musicale statunitense Twenty One Pilots, il primo estratto dal loro sesto album in studio Scaled and Icy, pubblicato il 7 aprile 2021.

## Descrizione
Il brano, scritto dal frontman del duo Tyler Joseph per il fratello minore, è stato registrato separatamente a causa delle restrizioni dovute alla pandemia di COVID-19 insieme al membro del duo Josh Dun.

## Tracce
Testi e musiche di Tyler Joseph.
1. Shy Away – 2:55

## Classifiche
| Classifica (2021)                 | Posizione massima |
| --------------------------------- | ----------------- |
| Austria                           | 57                |
| Belgio (Fiandre)                  | 54                |
| Canada                            | 67                |
| Croazia                           | 61                |
| Irlanda                           | 56                |
| Lituania                          | 36                |
| Portogallo                        | 103               |
| Regno Unito                       | 56                |
| Repubblica Ceca                   | 35                |
| Slovacchia                        | 38                |
| Stati Uniti                       | 87                |
| Stati Uniti (alternative airplay) | 1                 |
| Stati Uniti (rock & alternative)  | 7                 |
| Svizzera                          | 90                |
| Ungheria                          | 32                |

## Date di pubblicazione
| Paese  | Data di pubblicazione | Formato                      | Etichetta       | Note   |
| ------ | --------------------- | ---------------------------- | --------------- | ------ |
| Mondo  | 7 aprile 2021         | Download digitale, streaming | Fueled by Ramen | [ 20 ] |
| Italia | 9 aprile 2021         | Contemporary hit radio       | Atlantic        | [ 21 ] |
| Svezia | 9 aprile 2021         | Contemporary hit radio       | Fueled by Ramen | [ 22 ] |